# Vinjar Slåtten
Vinjar Slåtten (Oslo, 16 luglio 1990) è uno sciatore freestyle norvegese, specialista nelle gobbe.

## Biografia
In Coppa del Mondo ha esordito il 6 gennaio 2007 a Mont Gabriel (16ª).
Nel 2018 ha preso parte ai XXIII Giochi olimpici invernali a Pyeongchang classificandosi sesto nella gara di gobbe.

## Palmarès

### Coppa del Mondo
- Miglior piazzamento in classifica generale: 4ª nel 2017.
- 1 podio:
  - 1 terzo posto